# Ternstroemia corneri
Ternstroemia corneri är en tvåhjärtbladig växtart som beskrevs av Hsüan Keng. Ternstroemia corneri ingår i släktet Ternstroemia och familjen Pentaphylacaceae. Inga underarter finns listade i Catalogue of Life.